# 游河镇
游河镇，是中华人民共和国河南省信阳市浉河区下辖的一个乡镇级行政单位。原为游河乡，2024年撤乡设镇。

## 行政区划
游河镇下辖以下地区：
游河街社区、游河村、老庙村、山淮村、张湾村、新集村、姜堰村、大塘村、高台村、姚湾村、卧虎村、李畈村、高湾村、三官村、孔畈村、出山村、堰口村、笃祜店村和乔庙村。